# 모두 하고 있습니까
《모두 하고 있습니까》(일본어: みんな〜やってるか! - 민나 얏테루카[*])는 기타노 다케시 감독의 일본 영화이다. 1995년 2월 11일에 개봉됐으며, 이제까지 ‘기타노 다케시’란 이름으로 영화 감독을 해왔던 다케시가 처음으로 ‘비트 다케시’란 이름으로 제작한 작품이다.

## 줄거리
순진하고 어리숙한 35세 남성 아사오는 여자와 성관계를 맺고 싶어 안달이 나 있다. 어느 날 에로 영화를 보던 중 멋진 차만 있으면 여자를 쉽게 만날 수 있다는 생각에 자동차 판매점으로 향한다. 영화 속 남자 주인공처럼 포르쉐를 원했지만, 돈이 부족해 결국 저렴한 경차를 구입하게 된다. 차를 산 뒤에는 영화 속 장면을 따라 하며 여자들에게 접근하지만 번번이 실패한다.
이에 아사오는 오픈카가 더 효과적이라고 판단하고, 할아버지의 장기를 팔아 마련한 돈으로 중고 오픈카를 산다. 하지만 그 차마저 곧 망가지고, 결국 폐차 처분한다. 포기하지 않고 길가에 버려진 스포츠카를 훔쳐 타고 여자에게 말을 걸어보지만, 브레이크가 고장나 사고를 내고 도망친다.
이후 아사오는 비행기 퍼스트 클래스에서 승무원들이 제공하는 '기내 성관계 서비스'를 상상하며 비행기를 타려고 한다. 돈이 없어 은행을 털기로 결심하고, 권총을 만들기 위해 제철소로 향한다.
이 과정에서 야쿠자에 들어가거나, 맹인 검객 자토이치가 되기도 하고, 투명인간이나 파리인간으로 변신하는 등 황당무계한 모험을 겪는다. 영화는 아사오가 거대한 변기통에 빠지면서 끝을 맺는다. 하지만 엔딩 크레딧 후에는 파리인간이 된 아사오가 도쿄를 날아다니다 도쿄 타워에 꽂히는 장면이 나온다.

## 출연진
- 아사오 - 단칸
- 피흘리는 야쿠자 - 데라지마 스스무
- 오디션 심사원 - 하쿠류
- 킬러 - 오스기 렌
- 투명인간 추진협회 조수 - 아시카와 마코토
- 투명인간 추진협회 박사 - 비트 다케시